# Пратенсис, Феликс
Феликс Пратенсис (ум. 1537 или 1539, Рим) — итальянский гебраист еврейского (сефардского) происхождения.
Подробностей его жизни сохранилось мало. Известно, что первоначально он был раввином, но затем принял католичество. Известен своим сотрудничеством с фламандским печатником Даниэлем Бомбергом в создании первой печатной Библии на иврите — Biblia Rabbinica — в Венеции в 1517—1518 годах. Получил хорошее образование и знал три языка. Христианство принял примерно в 1518 году, решив служить католической церкви. Став августинским монахом, посвятил себя прозелитизму евреев, которые не приняли христианство подобно ему. В своих проповедях резко негативно высказывался о евреях и заслужил прозвище «бича евреев»
До своего обращения в католичество опубликовал латинский перевод псалмов «Psalterium ex Hebraeo translatum» (Венеция, 1515).